# (4008) Corbin
(4008) Corbin es un asteroide perteneciente al cinturón de asteroides, descubierto el 22 de enero de 1977 por el equipo del Observatorio Félix Aguilar desde el Complejo Astronómico El Leoncito, San Juan, Argentina.

## Designación y nombre
Designado provisionalmente como 1977 BY. Fue nombrado Corbin en honor al astrónomo estadounidense Thomas E. Corbin del "Observatorio Naval de los EE.UU." y su esposa "Brenda Groves Corbin", bibliotecaria de temática de astronomía.